# Live at Wembley (Babymetal)
Live at Wembley: Babymetal World Tour 2016 Kicks Off at The SSE Arena, Wembley è un album dal vivo e video del gruppo musicale giapponese Babymetal, pubblicato nel 2016.

## Tracce
1. Babymetal Death – 6:46
2. Awadama Fever – 4:19
3. Yava! – 3:54
4. GJ! – 3:01
5. Doki Doki ☆ Morning – 3:54
6. Meta Taro – 4:18
7. Amore – 5:32
8. Megitsune – 5:43
9. Karate – 4:21
10. Ijime, Dame, Zettai – 7:03
11. Gimme Chocolate!! – 5:14
12. The One (English ver.) – 10:21
13. Road of Resistance – 12:52

## Video
1. Babymetal Death – 6:46
2. Awadama Fever – 4:17
3. Iine! – 4:32
4. Yava! – 3:58
5. Akatsuki – 7:27
6. GJ! – 3:01
7. Catch Me If You Can – 5:56
8. Doki Doki ☆ Morning – 3:54
9. Meta Taro – 4:22
10. Song 4 – 7:08
11. Amore – 5:32
12. Megitsune – 5:43
13. Karate – 4:21
14. Ijime, Dame, Zettai – 7:03
15. Gimme Chocolate!! – 5:14
16. The One (English ver.) – 10:21
17. Road of Resistance – 12:52